# Emiratos Árabes Unidos en los Juegos Olímpicos de Milán-Cortina d'Ampezzo 2026
Los Emiratos Árabes Unidos participarán en los Juegos Olímpicos de Milán-Cortina d'Ampezzo 2026. El responsable del equipo olímpico es el Comité Olímpico Nacional de los Emiratos Árabes Unidos, así como las federaciones deportivas nacionales de cada deporte con participación.